# Huiyuan (köpinghuvudort i Kina, Xinjiang Uygur Zizhiqu, lat 43,96, long 80,85)
Huiyuan (kinesiska: 惠远, 惠远镇) är en köpinghuvudort i Kina. Den ligger i den autonoma regionen Xinjiang, i den nordvästra delen av landet, omkring 540 kilometer väster om regionhuvudstaden Ürümqi. Antalet invånare är 21 371. Befolkningen består av 10 297 kvinnor och 11 074 män. Barn under 15 år utgör 22,0 %, vuxna 15-64 år 71 %, och äldre över 65 år 6,0 %.
Runt Huiyuan är det ganska glesbefolkat, med 36 invånare per kvadratkilometer. Det finns inga andra samhällen i närheten. Trakten runt Huiyuan består till största delen av jordbruksmark.
Genomsnittlig årsnederbörd är 400 millimeter. Den regnigaste månaden är augusti, med i genomsnitt 51 mm nederbörd, och den torraste är mars, med 15 mm nederbörd.